# Игнатьева, Венера Владимировна
Венера Владимировна Игнатьева (25 октября 1980) — российская футболистка, выступавшая на позиции полузащитника.
Первой футбольной командой в 1995—2002 годах была «Волжанка». В дебютном, 1995 году, в играх не участвовала. Единственный гол в Кубке России забила в розыгрыше 1997 года в ворота «Катюша-Спартак».
В первом круге Чемпионата 2002 выступала за «Волжанку» (забила 4 мяча), а во втором круге за «Рязань-ТНК» (провела 8 игр и забила 1 гол).
Сезон 2004 года провела в «ЦСК ВВС», но в 2005 году вернулась в Рязань.

## Достижения
- Бронзовый призёр чемпионата России по футболу среди женщин: 2002.